# Hartiganova klasifikace struktur blízkosti
Matematik a statistik John Anthony Hartigan (* 1937 Sydney) v roce 1967 rozlišil dvanáct základních struktur proximity, tedy dvanáct způsobů, jak je možno na množině objektů {\displaystyle O} plausibilně definovat strukturu {\displaystyle S} podobnosti nebo blízkosti („proximity“) jednotlivých objektů:
1. {\displaystyle S} definuje na množině objektů {\displaystyle O} Euklidovskou metriku
2. {\displaystyle S} definuje na {\displaystyle O} metriku
3. {\displaystyle S} definuje na dvojicích objektů {\displaystyle O\times O} symetrickou reálnou funkci
4. {\displaystyle S} definuje na {\displaystyle O\times O} reálnou funkci
5. {\displaystyle S} zavádí na {\displaystyle O\times O} lineární uspořádání; speciálně tedy podobnost dvojic nemusí být reálně ohodnocena, ale pro každé dvě dvojice jsme schopni rozhodnout, zda první si je podobnější než druhá nebo naopak
6. {\displaystyle S} zavádí na {\displaystyle O\times O} uspořádání[nepřesný odkaz], ne nutně úplné - tato varianta připouští neporovnatelné dvojice dvojic
7. {\displaystyle S} zavádí na {\displaystyle O} strukturu stromu, která sekundárně definuje částečné [uspořádání] podobnosti dvojic objektů:  {\displaystyle (r,s)\prec (r',s')}, jestliže {\displaystyle sup(r,s)\geq sup(r',s')}. {\displaystyle sup(r,s)} je nejbližší společný předchůdce {\displaystyle r,s} v rámci stromu definovaného {\displaystyle S}
8. {\displaystyle S} definuje pro každý objekt {\displaystyle r\in O} úplné uspořádání {\displaystyle \preceq _{r}} "je podobnější {\displaystyle r} " na objektech {\displaystyle O}. {\displaystyle \preceq _{r}} tedy dokáže pro každé jiné dva prvky {\displaystyle s,s'\in O} rozhodnout, který z nich je podobnější {\displaystyle r}
9. {\displaystyle S} definuje pro každý objekt {\displaystyle r\in O} částečné uspořádání   {\displaystyle \preceq _{r}} "je podobnější {\displaystyle r} " na objektech {\displaystyle O}
10. {\displaystyle S} rozděluje {\displaystyle O\times O}  na dvě disjunktní množiny: "podobné páry" a "nepodobné páry"
11. {\displaystyle S} rozděluje {\displaystyle O\times O}  na tři vzájemně disjunktní množiny: "podobné páry", "nepodobné páry" a "nerozhodnuto"
12. {\displaystyle S} definuje {\displaystyle O}  relaci ekvivalence; objekty jsou si podobné právě tehdy, leží-li ve stejné třídě ekvivalence